# Grant (Nebraska)
Grant – miasto w Stanach Zjednoczonych, w stanie Nebraska, w hrabstwie Perkins.